# خنجين
خنجين هي مدينة في مقاطعة فراهان، إيران. عدد سكان هذه المدينة هو 3,235 في سنة 2016.